# Association des musées suisses
Pour les articles homonymes, voir AMS.
L'Association des musées suisses (AMS) est l'association faîtière des musées de Suisse et du Liechtenstein.

## Histoire
L'AMS a été fondée en 1966. Elle a initié en 1996, en collaboration avec l’Office fédéral de la culture et Suisse Tourisme, le Passeport Musées Suisses. L’AMS est partenaire d'ICOM Suisse, le comité national du Conseil international des musées.
Avec plus de 800 institutions, l’AMS « s’engage à promouvoir les contacts entre musées, à transmettre la richesse des expériences des uns et des autres et à diffuser normes et standards ». 